# Eternal Strands
Eternal Strands é um jogo eletrônico de ação e aventura desenvolvido e publicado pela Yellow Brick Games. Foi lançado em 28 de janeiro de 2025 para Microsoft Windows, Xbox Series X/S e PlayStation 5. O jogo recebeu avaliações geralmente positivas da crítica especializada.

## Jogabilidade
Eternal Strands é um jogo eletrônico de ação e aventura jogado a partir de uma perspectiva em terceira pessoa. No jogo, o jogador assume o controle de Brynn, uma guerreira em uma missão para descobrir os segredos de uma civilização há muito tempo desaparecida conhecida como Enclave. O jogador tem a habilidade de manipular elementos e temperatura usando uma capa mágica. Congelar inimigos pode desacelerá-los, enquanto queimá-los faz com que percam vida. A manipulação de temperatura pelo jogador também altera o mundo do jogo. O uso frequente de habilidades de fogo pode fazer com que uma área se torne árida, podendo resultar em incêndios que se espalham rapidamente pela vegetação do cenário. Brynn também possui acesso a poderes telecinéticos, permitindo que ela realize feitos como arremessar objetos contra inimigos. Essas habilidades mágicas também podem ser utilizadas na exploração. Brynn pode construir pontes usando gelo, queimar obstáculos ou usar habilidades telecinéticas para se lançar a grandes distâncias. Brynn também é capaz de escalar qualquer superfície presente no mundo do jogo.
À medida que o jogador progride, encontrará nove chefes distintos que vagam por diferentes partes do mundo do jogo. Frequentemente, os jogadores precisam lutar contra esses chefes enquanto escalam seus corpos para atingir seus pontos fracos. Uma vez que um chefe é derrotado, o jogador será recompensado com uma nova habilidade mágica que poderá ser usada para exploração ou combate.

## Desenvolvimento
A Yellow Brick Games foi fundada no início de 2020 por Mike Laidlaw e vários outros desenvolvedores oriundos da Ubisoft, em especial do estúdio de Quebec da empresa. Shadow of the Colossus, Dragon's Dogma, The Legend of Zelda: Breath of the Wild e Tears of the Kingdom foram inspirações importantes para a jogabilidade, enquanto romances visuais europeus influenciaram o estilo artístico do jogo.
Com seu sistema de combate baseado em física, o estúdio tinha como objetivo fazer com que os jogadores se sentissem como "super-heróis de fantasia" durante a experiência de jogo. O jogo foi desenvolvido com a Unreal Engine 5, e a equipe contou com cerca de 68 pessoas.

## Lançamento
A Yellow Brick Games firmou uma parceria com a Private Division para publicar o jogo em 2022, embora tenha sido revelado em março de 2024 que o estúdio publicaria o título de forma independente. O jogo foi anunciado oficialmente em abril de 2024, e foi lançado para PlayStation 5, Windows e Xbox Series X e Series S em 28 de janeiro de 2025. A primeira atualização pós-lançamento do jogo trará uma nova criatura, além de um conjunto de armadura e arma criado por Yusuke Mogi, do Creative Studio III da Square Enix. O jogo foi disponibilizado no lançamento para assinantes do PC Game Pass e do Xbox Game Pass Ultimate, sem custo adicional.

## Recepção
Eternal Strands recebeu avaliações "geralmente favoráveis" da crítica especializada para as versões de PC e Xbox Series X/S, enquanto a versão para PS5 recebeu críticas "mistas ou medianas", de acordo com o site agregador de críticas Metacritic.
A PC Gamer elogiou a liberdade proporcionada pelas habilidades elementais do jogo, afirmando que a experiência parecia "natural e improvisada". A Eurogamer elogiou os encontros com monstros, comparando-os positivamente com os de Shadow of the Colossus e da série Monster Hunter. Já a IGN criticou o combate do jogo, considerando-o repetitivo e observando que muitas das lutas contra monstros menores não "evoluíam de forma significativa" ao longo da duração de Eternal Strands.